# Долго
«Долго» — осенний мелкоплодный сорт яблони домашней, относится к группе кребов (кребы и ранетки — это гибриды, полученные от скрещивания сибирской яблони и её производных с культурными сортами и китайками.
Диплоид. Выведен Гансеном в США, сеянец неизвестных мелкоплодных зимостойких сортов, семена которых были собраны им в России в императорском Ботаническом саду Санкт-Петербурга в 1897—1899 годах. В СССР был районирован по Западно-Сибирскому, Восточно-Сибирскому, Северному и Северо-Западному регионам.

## Характеристика сорта
Деревья среднерослые, с широкоокруглой кроной, с большим количеством кольчаток, на которых, в основном, сосредоточено плодоношение.
Побеги тёмно-пурпуровые, слабо опушённые. Листья продолговатые, многие сложены лодочкой, без опушения, края листовых пластинок слабоволнистые, пильчато-городчатые. Черешки короткие, без опушения. Прилистники крупные, продолговатые.
Бутоны розовые, цветки белые. Цветение раннее, продолжается около 13 дней.
Плоды мелкие (11—16 г), яйцевидной или овально-конической формы. Поверхность гладкая. Основная окраска жёлтая, покровная — красная, сплошная, с густым голубоватым налётом. Плодоножка средней длины, тонкая, красноватая, без опушения. Чашечка большая, закрытая, с валиком у основания из мелких сросшихся перлов. Подчашечная трубка средняя, осевая полость отсутствует. Чашелистики длинные, узкие, заострённые, вначале сомкнутые, затем расходятся в стороны. Блюдце не выражено.
Мякоть кремовая, часто с красными прожилками по линии семенного гнезда, в лежке становится жёлтой, плотная, сочная, кисло-сладкая, со сливовым ароматом, удовлетворительного вкуса.
Химический состав плодов: сумма сахаров — 12,9 % (9,7—18,0), титруемых кислот — 2,42 % (2,02—2,99), дубильных веществ — 214 мг/100г (145—291), аскорбиновой кислоты — 30,8 мг/100г (10,6—62,4), Р-активных соединений — 281 мг/100г (177—385).
Созревают в начале сентября, способны храниться до 30 дней, в лежке мякоть разжижается. Сорт технического назначения (используется для приготовления сидра, варения, желе и т. п.), широко используется в декоративных целях. Достоинства креба «Долго» как сорта-опылителя определяются высоким качеством и большим количеством образующейся в цветках пыльцы. В США и Канаде некоторые кребы высаживаются в промышленных яблоневых садах исключительно для опыления, невзирая на качество плодов.
Начинает плодоносить на четвёртый год. Урожайность высокая, плодоношение нерегулярное. Зимостойкость высокая, к парше среднеустойчив.